# Борки (Кетовський район)
Бо́рки (рос. Борки) — присілок у складі Кетовського району Курганської області, Росія. Входить до складу Падерінської сільської ради.
Населення — 82 особи (2010, 79 у 2002).